# La battaglia di Legnano
Pour les articles homonymes, voir Battaglia.
Personnages
- Federico Barbarossa ( basse)
- Les deux consuls de Milan (basses)
- Le podestat de Côme, (basse)
- Rolando, duc milanais (baryton)
- Lida, son épouse (soprano)
- Arrigo, guerrier véronais (ténor)
- Marcovaldo, prisonnier allemand (baryton)
- Imelda, servante de Lidia (mezzo-soprano)
- Un écuyer d'Arrigo (ténor)
- Un héraut (ténor)
- Chevaliers de la mort, magistrats et ducs cômasques, servantes de Lidia, peuple milanais, sénateurs de Milan, guerriers de Vérone, Brescia, Novara, Piacenza et Milan, guerriers de l'armée allemande (chœur et figuration)

Airs
- « La pia materna mano » Arrigo (I, sc.1)
- « Ah ! m'abbraccia » - Rolando (I, 1)
- « Quante volte come un dono » - Lida (I, 2)
- « A frenarti, o cor » - Lida, Imelda, Marcovaldo, chœur (I, 2)
- « Se al nuovo dì pugnando » - Rolando, Arrigo (IIII, 2)
- « Ahi scellerate alme d'inferno » -  Rolando (III, 2)
- « Ah se d'Arrigo e Rolando » - Lida, chœur - (IV)

La battaglia di Legnano (La Bataille de Legnano en français) est un opéra en quatre actes de Giuseppe Verdi sur un livret de Salvatore Cammarano, créé au Teatro Argentina de  Rome le 27 janvier 1849. 

## Genèse
La base de cet opéra a été fournie à Verdi par la pièce de théâtre la Bataille de Toulouse de Joseph Méry, relatant la victoire française contre la coalition anglo-hispano-portugaise, en 1814.
Le sujet est inspiré à Verdi par la bataille de Legnano, qui a eu lieu le 29 mai 1176. Au cours de cette bataille, l'empereur allemand, Frédéric Barberousse fut battu par les Communes lombardes unies au sein la Ligue Lombarde. Cette évocation historique est, pour Verdi, une manière d'établir un parallèle avec la situation contemporaine de l'Italie qui voit naître la révolte de la Lombardie aux mains de l'Autriche. En cette époque du Risorgimento où le sentiment national italien renaît, il tient à soutenir le mouvement qui aboutira à libérer la Lombardie du joug autrichien. Cette volonté est particulièrement flagrante dans plusieurs ensembles dont le chœur d'ouverture « Viva Italia ! », le Serment « S'apressa un dì che all'Austro » (I, 1) et le Serment « Giuriam d'Italia por fine ai danni » (III, 1).

## Création

### Interprètes de la première représentation[1]
- Federico Barbarossa : Pietro Sottovia ( basse)
- Le premier consul de Milan Alessandro Lanzoni (de) (basse)
- Le second consul de Milan : Filippo Giannini (basse)
- Le podestat de Côme : Ignazio Marini (basse)
- Rolando, duc milanais : Filippo Colini (baryton)
- Lida, son épouse : Teresa De Giuli Borsi (soprano)
- Arrigo, guerrier véronais : Gaetano Fraschini (ténor)
- Marcovaldo, prisonnier allemand : Lodovico Buti (baryton)
- Imelda, servante de Lidia : Vincenza Marchesi (mezzo-soprano)
- Un écuyer d'Arrigo : Mariano Conti (ténor)
- Un héraut : Luigi Ferri (ténor)
- Orchestre et chœurs du Teatro Argentina (Rome)
- Maestro al cembalo (pour les trois premières représentations) : Giuseppe Verdi
- Premier violon et directeur d’orchestre : Emilio Angelini
- Chef de chœur : Luigi Dolfi
- Décors : Pietro Venier et Lorenzo Scarabellotto
- Costumes : Nicola Sartori

## Argument
L’action se déroule à Milan (actes I, III et IV) et à Côme (acte II) durant le mois de mai de l'année 1176.
Les soldats milanais défendent la ville sous le commandement de Rolando. Celui-ci retrouve Arrigo, son ami véronais, passé pour mort dans la bataille. Arrigo rencontre aussi Lida, autrefois sa promise, mais qui, de par la volonté de son père, a épousé Rolando.
Arrigo, se pliant au destin, entre dans la « Compagnie de la Mort », l'escadron de cavaliers appelé à la défense du Carroccio, malgré une lettre angoissée de Lida, qui tente de l’en dissuader.
Entre-temps Rolando, qui se prépare à partir pour combattre, est approché par Marcovaldo, un soldat allemand prisonnier, qui lui remet la lettre de Lida pour Arrigo. La colère de Rolando tourne à l'idée de vengeance. Surprenant Lida et Arrigo en pleine conversation, il fait emprisonner son « rival » dans une tour.
Arrigo, ne pouvant pas répondre à l'appel de son escadron et se sentant déshonoré, se jette d'une fenêtre dans les eaux du fleuve. Pendant que Lida et les femmes milanaises prient Dieu pour les soldats, Barberousse est vaincu à la bataille de Legnano.
Parmi les soldats rentrés victorieux, se trouve Arrigo, grièvement blessé, qui après avoir disculpé Lida, meurt en tenant contre son cœur l’étendard du Carroccio.
Chaque acte porte un sous-titre : 
- acte I : « Egli vive » (Il est vivant) ;
- acte II : « Barbarossa » (Barberousse) ;
- acte III : « L'infamia » (L'infamie) ;
- acte IV : « Morire par la patria ! » (Mourir pour la patrie !).

### Sources et bibliographie
- Istituto nazionale di studi verdiani
- Portale Verdi
- Patrick Favre-Tissot-Bonvoisin, Giuseppe Verdi, Bleu nuit éditeur, Paris, 2013  (ISBN 978-2-35884-022-4)
- Roland Mancini, La battaglia di Legnano, dans Guide des opéras de Verdi, Jean Cabourg directeur de la publication, Fayard collection Les indispensables de la musique, Paris, 1990, pp. 297-309  (ISBN 2-213-02409-X)
- Harewood, La battaglia di Legnano, dans Tout l'opéra, de Monteverdi à nos jours (Kobbé), Robert Laffont, Collection Bouquins, 1993, pp. 378-380  (ISBN 2-221-07131-X)
- Piotr Kaminski, La battaglia di Legnano dans Mille et un opéras, Fayard, collection Les indispensables de la musique, Paris, 2004, pp. 1589-1591  (ISBN 978-2-213-60017-8)